# Jody McBrayer
Jody McBrayer foi um dos membros originais do grupo pop/rock cristão Avalon. Ele deixou o grupo em 2007 por um problema de coração. Em 2002 ele realizou um álbum solo, "This Is Who I Am", pela Sparrow Records.
É casado com Stephanie Harrison e tem uma filha, Sarah Clayton McBrayer, nascida em 2005.
Em setembro de 2015 foi divulgado um vídeo do que seria o TaRanda Greene's Trio, tendo como membros TaRanda Greene, Jody McBrayer e Doug Anderson. Anunciou-se que o grupo estaria preparando um álbum para o início de 2016.